# الزبابة الظفارية
الزبابة الظفارية (الاسم العلمي: Croscidura dhofarensis) هي زبابة ذات أسنان بيضاء تتوطن في منطقة ظفار في عمان، واليمن، والسعودية.

## وصف الكائن
يتميز حيوان الزبابة بصغر الحجم، حيث لا يتجاوز طوله 12 سنتيمتراً، فيما يزن نحو 10 غرامات فقط، كما يتميز بخطمه الطويل المستدق الذي يبرز منه شعر طويل مستقيم، مع ذيل قصير قاعدته عريضة وتكون أكثر نحافة في الخلف، أما العيون فصغيرة جداً، مع آذان قصيرة، ذات صيوان متعدد الأجزاء، فيما يكسو الجسم فراءٌ ناعم بني فاتح على ظهره، بينما يكون رمادياً من ناحية البطن.

## الموطن والمعيشة
يتوطن الزبابة الظفارية في ظفار في عمان، واليمن، وأعلن المركز الوطني لتنمية الحياة الفطرية عن أول توثيق لحيوان "الزبابة الظفارية" جنوب غرب المملكة العربية السعودية في 18 ديسمبر 2023.
يعيش هذا النوع في البيئات الرطبة كثيفة النباتات، مثل المناطق الزراعية، إذ يحفر جحوره حول قنوات المياه والتربة الرطبة، ويتغذى على الديدان والحشرات والحلزونات. ويعتمد في غذائه على حاسة الشم القوية التي لديه، ويتغذى طوال اليوم، وذلك بسبب معدلات الأيض المرتفعة لديه، كما يمتلك هذا النوع أسرع معدل نبضات قلب في الثدييات البرية في العالم، حيث تصل إلى 450 نبضة في الدقيقة.